# T-O-kaart

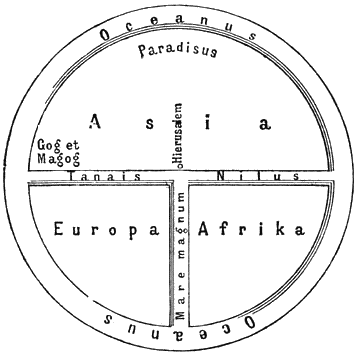
Voorstelling van een typische indeling van een T-O-kaart uit de Meyers Konversations-Lexikon (1888) (de originele afbeelding is hier gedraaid zodat het oosten boven staan, hetgeen in de middeleeuwen de gebruikelijke oriëntatie was).

Een T-O-kaart of OT-kaart was een wijdverbreid type van radkaarten, die tot de mappae mundi worden gerekend en worden gekenmerkt door de cirkelvormige voorstelling van de toentertijd bekende wereld. Deze schematische kaartsoort uit de middeleeuwen stelde de wereld voor als een cirkel (een O), die de oceaan rondom de aarde voorstelt, die door een T in het midden wordt opgedeeld in de drie toen bekende continenten: Azië, Europa en Afrika.

## Algemeen

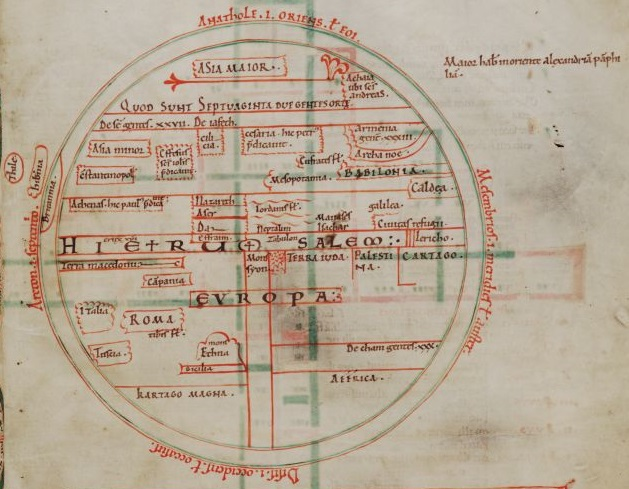
Eerste T-O-kaart om Jeruzalem in het midden van de kaart te plaatsen (ca. 1110-1111) (MS St Johns 17 folio 6r).

Volgens de Bijbel (en de antieke bronnen) kon de bekende wereld "in een cirkel" (O-vorm) worden voorgesteld. Daar ze het werk van monniken waren, werden dergelijke voorstellingen ook monnikkaarten genoemd.
De kaarten zijn bijna altijd geoost (het oosten ligt boven), in de bovenste helft van de cirkel bevindt zich Azië en meestal ook het Paradijs, daaronder liggen dan Europa en Afrika. Vaak werden ook de Bijbelse namen van Sem, Jafet en Cham in respectievelijk Azië, Europa en Afrika geplaatst, omdat men meende te weten dat zij de stamvaders van die continenten waren.  Met de oprichting van het koninkrijk van Jeruzalem veranderden de kaarten in die mate dat het Heilige Land nu het centrum van de wereld ging innemen.
De beroemde mappa mundi van Andreas Walsperger kan worden beschouwd als een radkaart.

## T-O-kaarten

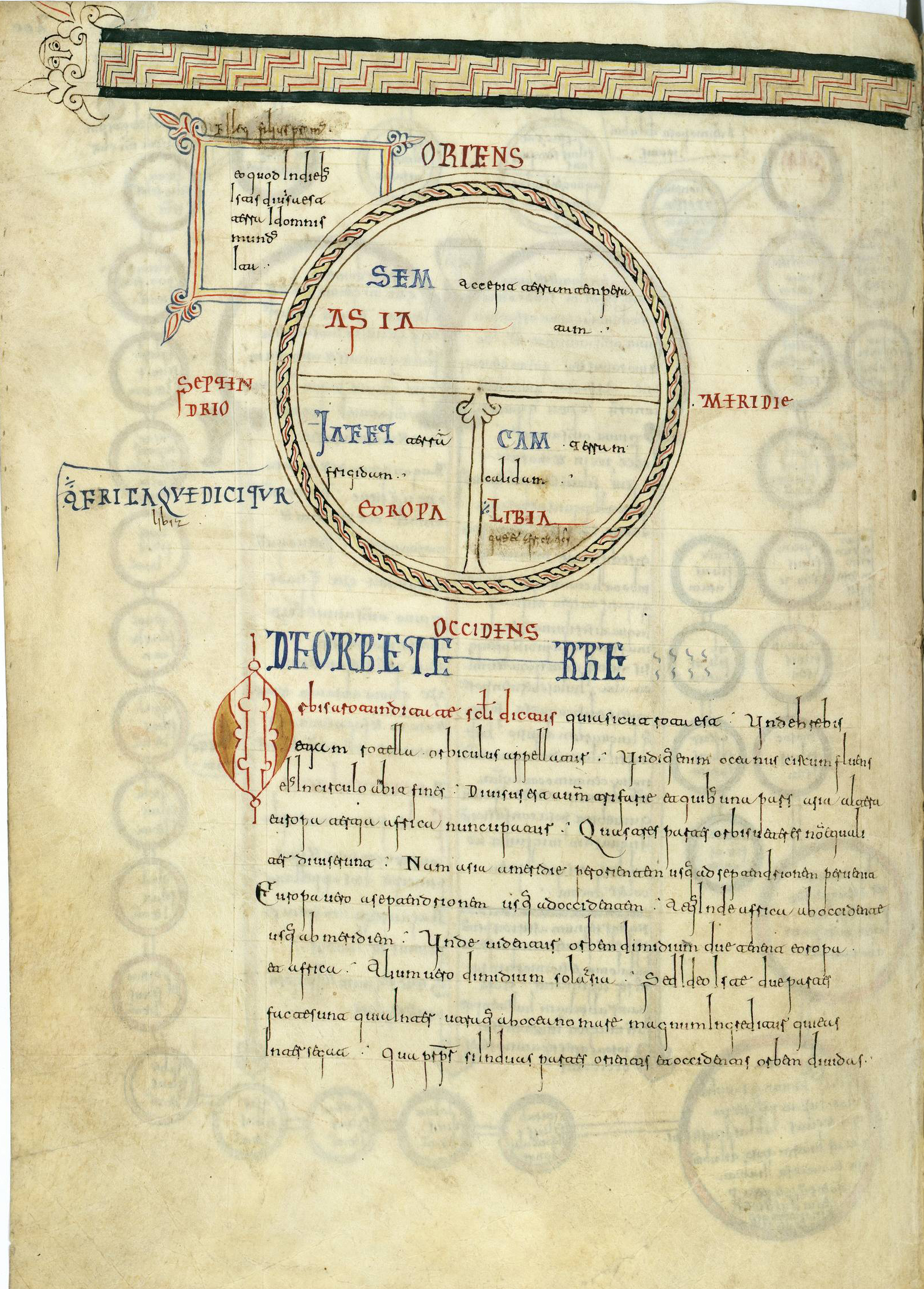
T-O-kaart bij het hoofdstuk van Isidorus van Sevilla over de aarde (ca. 990) (Roda Codex, Real Academia de la Historia, fol. 200v.).

Isidorus van Sevilla probeerde met zijn werk, Etymologiae , het geheel aan kennis uit de oudheid te verzamelen en te bewaren. In het hoofdstuk de natura rerum vindt de lezer een kaart van de wereld, waarop de aarde door een wereld-zee wordt omgeven. De Middellandse Zee en twee rivieren, de Don en de Nijl, delen de landmassa in een T-vorm op in de drie continenten Europa, Afrika en Azië.
In een tekst van de geleerde heet het als volgt:

Orbis a rotunditate circuli dictus, quia sicut rota est; unde brevis etiam rotella orbiculus appellatur. Undique enim Oceanus circumfluens eius in circulo ambit fines. Divisus est autem trifarie: e quibus una pars Asia, altera Europa, tertia Africa nuncupatur.
"Orbis [letterlijk "cirkel", orbis terrarum = "de hele wereld, "bewoonde wereld"] door de ronding van de cirkel genoemd, omdat het zoals een wiel is; vanwaar ook een klein wiel een orbiculus ("kleine schijf") wordt genoemd. Overal immers omringt de omvloeiende Oceaan haar in een cirkel aan de grenzen. Ze is verder in drieën verdeeld: van deze wordt één deel Azië, een ander Europa, een derde Afrika genoemd."
— Etymologiae XIV 2.

De letter T, Tau, is tegelijkertijd een symbool van het universum. De Florentijnse Leonardo Dati schrijft over de driedeling in zijn gedicht La Sfera , het volgende: 

Un T dentro a uno O monstra il disegno
Come in tre parte fu diviso il mondo.
Een T in een O toont (ons) het beeld
hoe de wereld in drie delen was verdeeld.
— La Sfera III 111.

De T-vormige driedeling en de cirkelronde, de O-vormige voorstelling van de aarde, hebben ertoe geleid dat men ze T-O-kaarten noemt. Vaak werden ze als kleine tekst-illustraties in een Psalter geplaatst. Met de Kruistochten van 1100 echter, werd de inhoud van de kaarten omvangrijker, en werden er dienovereenkomstig grotere afbeeldingen gemaakt.

## Beroemde T-O-kaarten

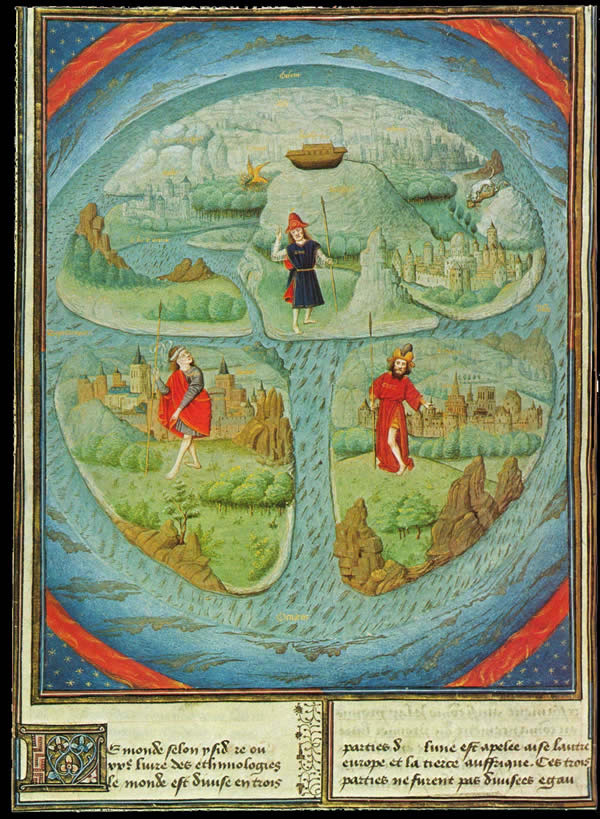
Een aan Simom Marmion toegeschreven mappa mundi in een manuscript van La Fleur des Histoires van Jean Mansel (1459-1463) (Koninklijke Bibliotheek van België, MS. 9231, fol. 281v).
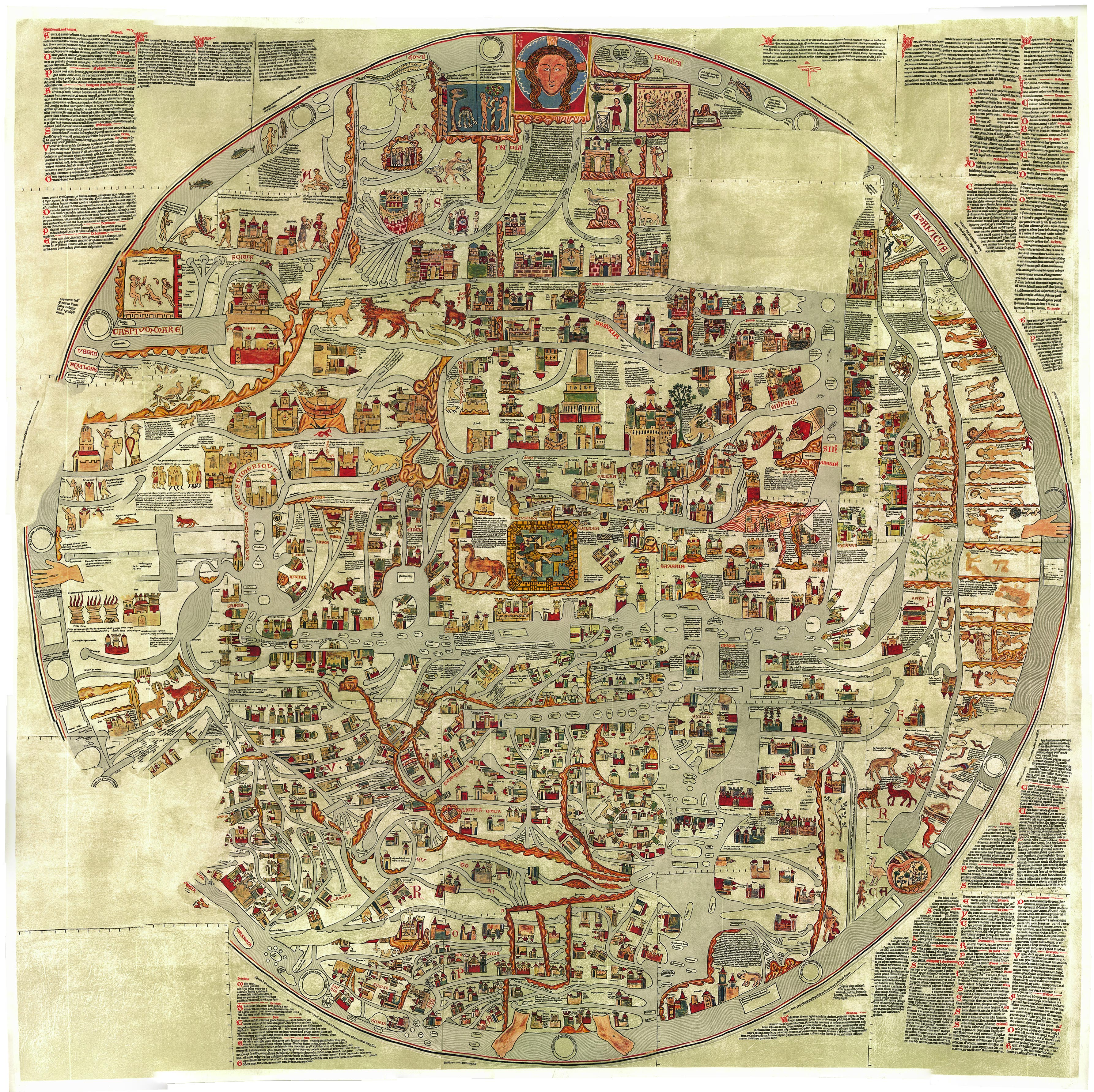
Mappa Mundi van Ebstorf (vroeger gedacht van rond 1234 te dateren, nu rond 1300 gedateerd).
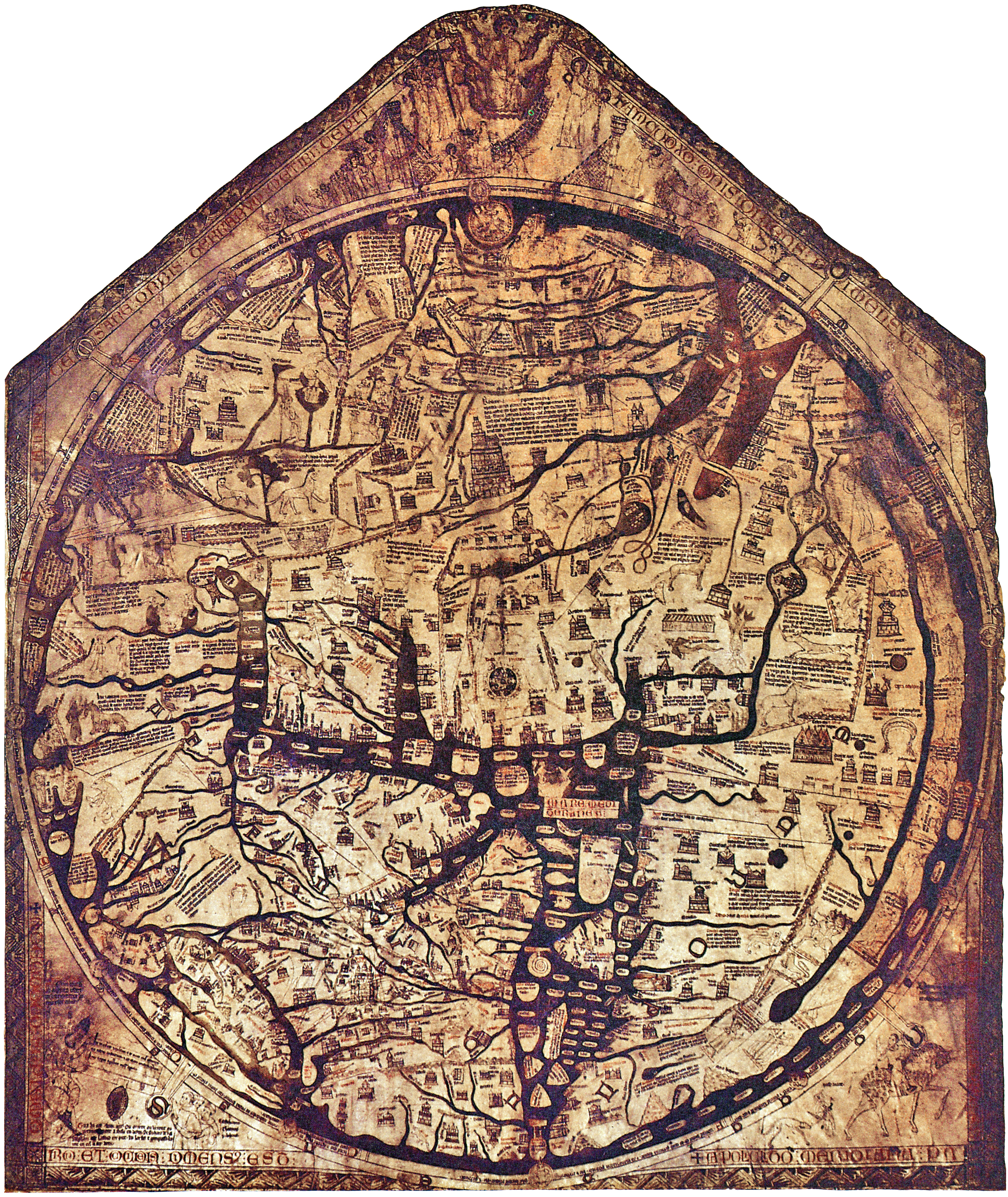
De Hereford Mappa Mundi (gedateerd rond 1300).
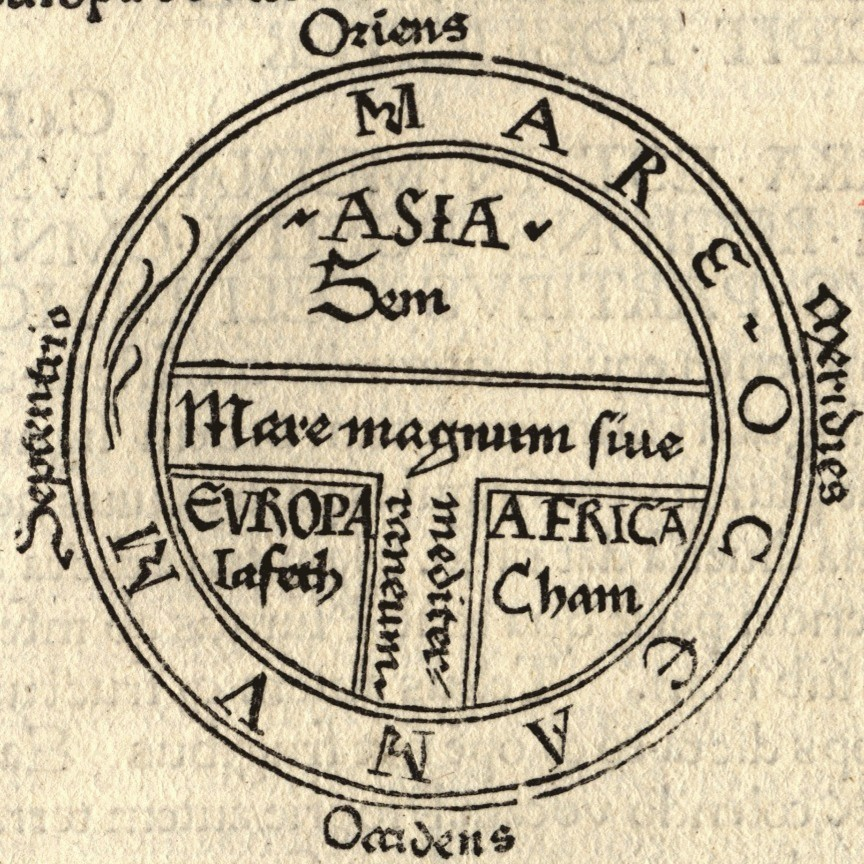
T-O-kaart van Guntherus Ziner uit 1472.